# Campeonato Chileno de Futebol Feminino
O Campeonato Chileno de Futebol Feminino é uma competição de futebol feminino, organizado anualmente pela ANFP. A equipe vencedora do campeonato garante vaga na Copa Libertadores da América. O Colo-Colo é o maior vencedor deste torneio organizado anualmente desde 2008.